# Джиро дель Медио Брента 2024
38-й выпуск  Джиро дель Медио Брента — шоссейной однодневной велогонки по дорогам Италии. Гонка прошла 7 июля 2024 года в рамках Европейского тура UCI 2024 (категория 1.2). Победу одержал итальянский велогонщик Серджио Мерис.

## Участники
На старт гонки вышло 170 гонщиков.
| UCI ProTeam- Corratec-Vini Fantini UCI Continental Teams (13)- MBH Bank Colpack Ballan - UAE Team Emirates Gen Z - Beltrami TSA-Tre Colli - CTF Victorious - Q36.5 Continental Cycling Team - Work Service-Vitalcare-Dynatek - MG.K Vis Colors For Peace - Zalf Euromobil Fior - Rime Drali - UM Tools Caffè Mokambo - Sava Kranj Cycling - Biesse-Carrera - Colombia Potencia de la Vida-Strongman Любительские, клубные или региональные команды (16)- Team Gaiaplast Bibanese - Holdsworth Zappi RT - Solme-Olmo - A.R. Monex Pro Cycling Team - Campana Imballagi-Geo & Tex-Trentino - Velo Club Mendrisio - PC Baix Ebre - Ukraine Cycling Academy - Namedsport-MI Impianti - Petroli Firenze-Hopplà - Cycling Team Valcavasia - U.C. Trevigiani Energiapura Marchiol - Trentino Cycling Team U23 - ASD Pedale Scaligero - Aran Cucine Vejus - St Kilda Cycling Club |
| |

## Маршрут
Трасса со стартом в Вилла-дель-Конте и финишем на плато Азиаго в центре города Галлио имела протяжённость 175 километров.

## Ход гонки
Гонщики из команды MBH Bank Colpack Ballan CSB провели атакующую гонку, где выделились Леонардо Вольпато и Маттео Амброзини. В то же время Мерис уверенно лидировал в спринте и победил Чезаре Чесини (Zalf Euromobil Fior) и Алессандро Борго (CTF Victorious).

## Результаты
| \| Генеральная классификация \| Генеральная классификация \| Генеральная классификация \| Генеральная классификация \| Генеральная классификация \| \| Гонщик \| Гонщик \| Команда \| Время \| \| \| ------------------------- \| ------------------------- \| ------------------------- \| ------------------------- \| ------------------------- \| \| 1-й \| Sergio Meris \| MBH Bank Colpack Ballan \| 4ч 03' 20 \| \| \| 2-й \| Cesare Chesini \| Zalf Euromobil Fior \| + 0 \| \| \| 3-й \| Alessandro Borgo \| CTF Victorious \| + 0 \| \| |                  |                         |           |
| |                  |                         |           |
| Источник: ProCyclingStats |                  |                         |           |
| Генеральная классификация |                  |                         |           |
| Гонщик | Гонщик           | Команда                 | Время     |
| 1-й | Sergio Meris     | MBH Bank Colpack Ballan | 4ч 03' 20 |
| 2-й | Cesare Chesini   | Zalf Euromobil Fior     | + 0       |
| 3-й | Alessandro Borgo | CTF Victorious          | + 0       |